# アーネスト・ウェブ
アーネスト・ウェブ (Ernest James Webb、1874年4月25日 - 1937年2月24日)は、イギリスの陸上競技選手。競歩を専門とした選手で、オリンピックで通算3つの銀メダルを獲得した選手である。

## 経歴
初めて競歩が採用された1908年ロンドンオリンピックの3500m競歩と10マイル競歩に出場。両種目とも同僚のジョージ・ラーナー(George Larner)に敗れたものの銀メダルを獲得した。ウェブはさらに1912年ストックホルムオリンピックの10km競歩にも出場し、この種目もカナダのジョージ・ゴールディング(George Goulding)に敗れ、銀メダルであった。